# Physiculus talarae
Physiculus talarae is een  straalvinnige vissensoort uit de familie van diepzeekabeljauwen (Moridae). De wetenschappelijke naam van de soort is voor het eerst geldig gepubliceerd in 1949 door Hildebrand & Barton.
De soort staat op de Rode Lijst van de IUCN als niet bedreigd, beoordelingsjaar 2008.